# Gustav-Adolf-Kirche (Kleinkeula)

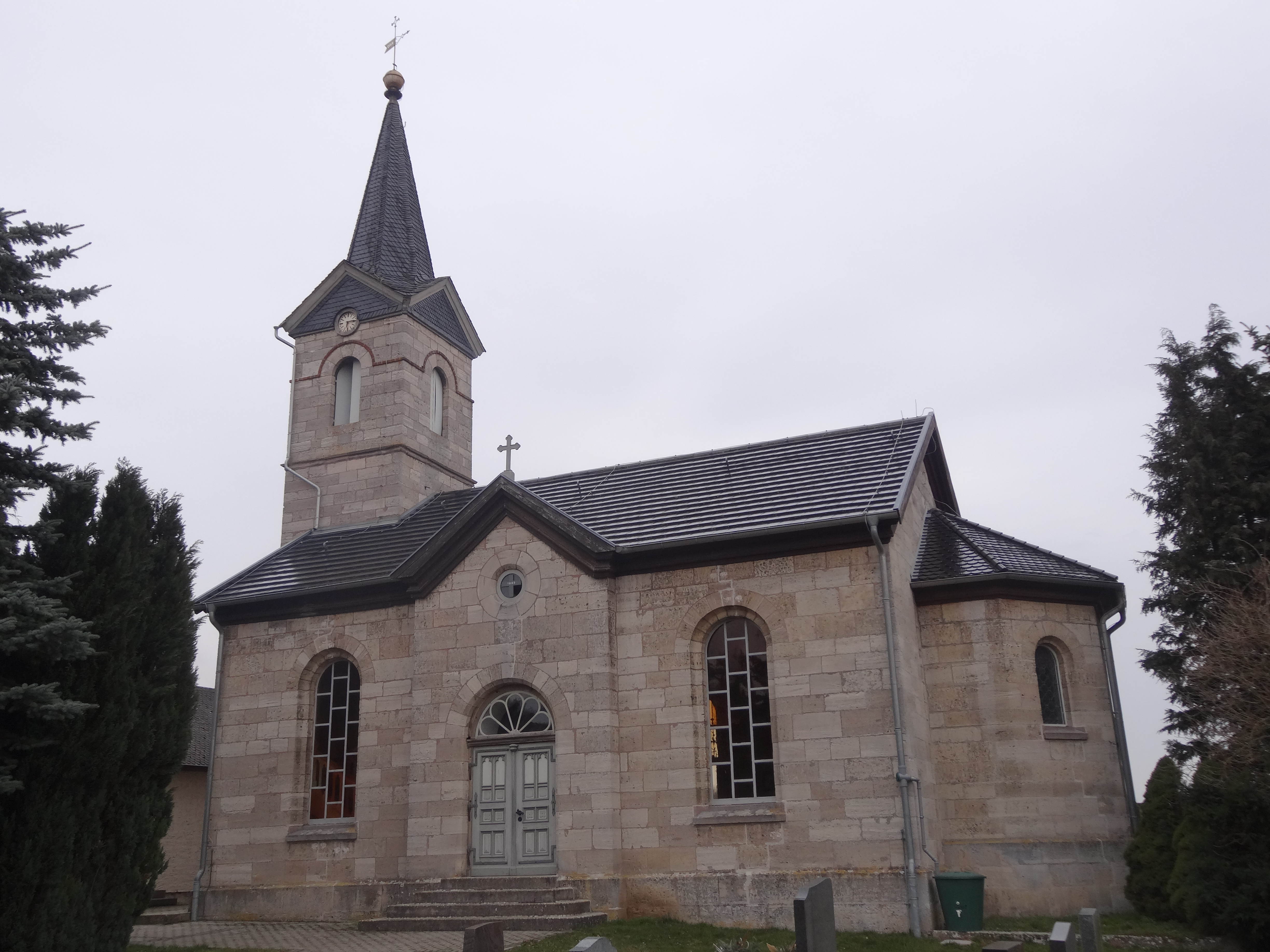
Gustav-Adolf-Kirche

Die evangelisch-lutherische denkmalgeschützte Gustav-Adolf-Kirche steht in Kleinkeula, einem Ortsteil der Gemeinde Unstruttal im Unstrut-Hainich-Kreis in Thüringen. Die Kirchengemeinde Keula-Kleinkeula gehört zum Pfarrbereich Ebeleben-Holzthaleben im Kirchenkreis Bad Frankenhausen-Sondershausen der Evangelischen Kirche in Mitteldeutschland.

## Beschreibung
Die Saalkirche, ein Bau aus Natursteinmauerwerk, wurde 1885 anstelle der Vorgängerkirche aus dem 17. und 18. Jahrhundert errichtet. Sie hat eine eingezogene polygonale Apsis, einen Risalit mit dem Portal im Süden und einen eingezogenen quadratischen Kirchturm mit vier Geschossen im Westen. Das oberste Geschoss des Turms ist an allen Seiten mit dreieckigen Bekrönungen versehen. Dazwischen erhebt sich ein schiefergedeckter achtseitiger spitzer Helm. Die Kirchenausstattung ist einfach.
Die Orgel mit 7 Registern, verteilt auf ein Manual und ein Pedal, wurde um 1885 von einem unbekannten Orgelbauer gebaut.